# Широкі Криниці
Широкі Криниці — село в Україні, в Доманівській селищній громаді Вознесенського району Миколаївської області. Населення становить 128 осіб. Колишній орган місцевого самоврядування — Володимирівська сільська рада. 

## Населення

### Мова
Розподіл населення за рідною мовою за даними перепису 2001 року:
| Мова       | Кількість | Відсоток |
| ---------- | --------- | -------- |
| українська | 103       | 80.47%   |
| румунська  | 22        | 17.19%   |
| російська  | 3         | 2.34%    |
| Усього     | 128       | 100%     |